# متیو اسمیت (ورزشکار)
متیو اسمیت (انگلیسی: Matthew Smith؛ زادهٔ ۲۰ نوامبر ۱۹۷۳) ورزشکار هاکی روی چمن اهل استرالیا است.
وی در مسابقات کشوری و بین‌المللی در مجموع برندهٔ ۲ مدال نقره، ۱ مدال برنز شده‌است.